# Hermann Kanzler

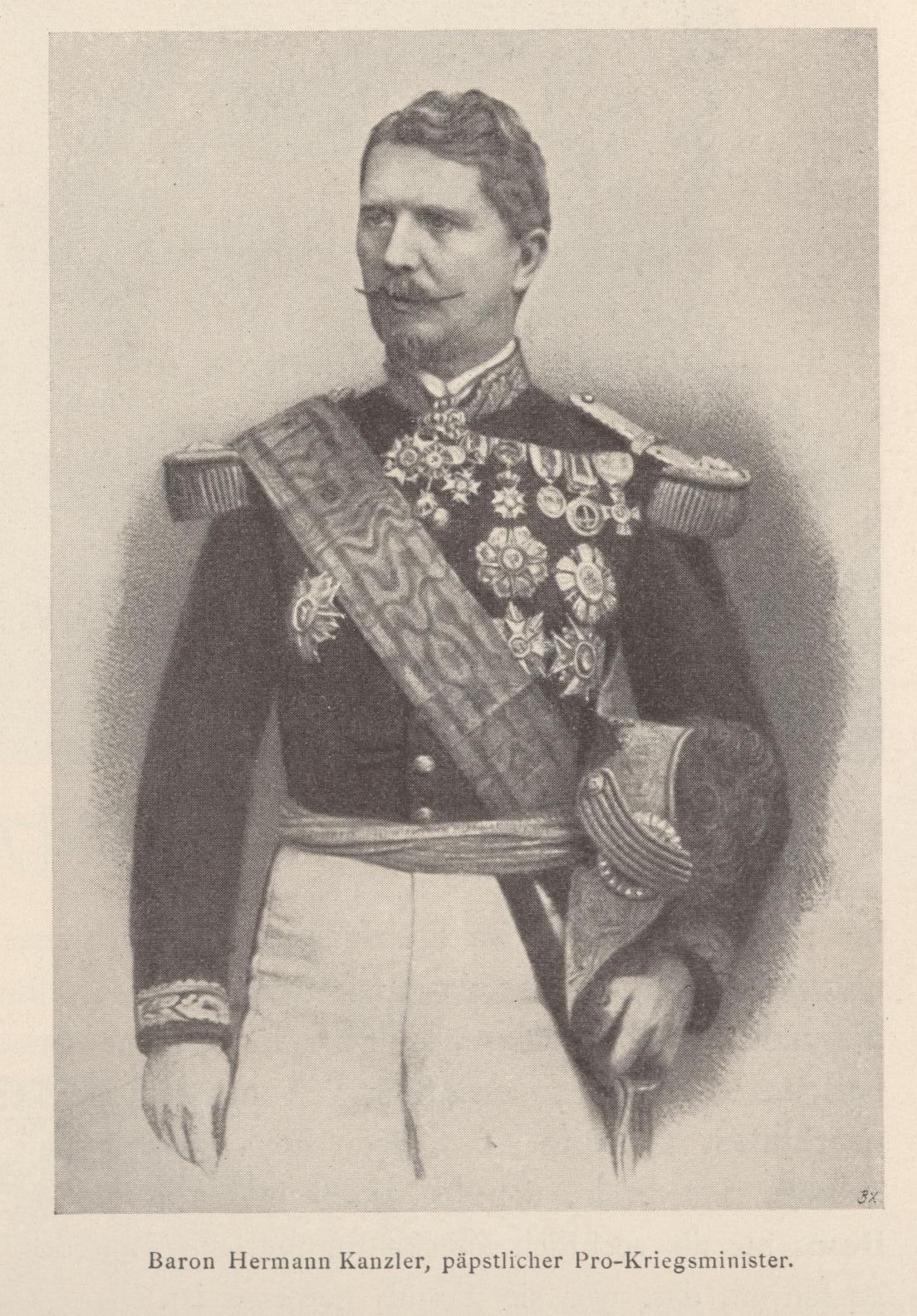
General Hermann Kanzler, ab 1865 Päpstlicher Pro-Minister der Waffen und Oberkommandierender der päpstlichen Streitkräfte

Hermann Kanzler (* 28. März 1822 in Weingarten; † 6. Januar 1888 in Rom) war päpstlicher General, Pro-Minister der Waffen und Oberkommandierender der Päpstlichen Armee im Kirchenstaat. Er wurde als Baron von Kanzler geadelt.

## Leben

### Werdegang in Deutschland
Hermann Kanzler wurde 1822 in Weingarten bei Karlsruhe als Sohn des Steuerperäquators Max Anton Kanzler geboren. Später verzog die Familie nach Bruchsal, wo der Junge aufwuchs. Er diente bei den Dragonern in Karlsruhe. Gemäß örtlicher Tradition quittierte sein Rittmeister – verärgert über die kirchenfeindliche Haltung der badischen Regierung – seinen Dienst und trat in die päpstliche Armee ein. Dabei habe er seinen Burschen, den Korporal Kanzler, bewogen, mit ihm nach Rom zu gehen und ebenfalls päpstlicher Soldat zu werden. Im Dezember 1843 nahm Hermann Kanzler seinen Abschied vom Großherzoglich Badischen Militär.

### In päpstlichen Diensten
Hermann Kanzler trat 1845 in den päpstlichen Heeresdienst, kämpfte 1848 gegen Österreich, wurde 1859 zum Obersten des 1. Regiments der päpstlichen Armee ernannt und vom Oberbefehlshaber Lamoricière 1860 zum General befördert, als Auszeichnung für sein kühnes Durchbrechen von Pesaro nach Ancona durch das piemontesische Korps. Seit Oktober 1865 war er Oberkommandierender der päpstlichen Streitkräfte und päpstlicher Prominister der Waffen. Er befehligte die päpstlichen Truppen bei ihrem Sieg am 3. November 1867 in der Schlacht von Mentana über die zahlenmäßig unterlegenen Truppen Garibaldis (4700 Garibaldi-Freiwillige gegen etwa 12000 Soldaten auf päpstlich-französischer Seite). Später leitete er die Scheinverteidigung von Rom im September 1870, bei welcher Papst Pius IX. zwar vor der Welt seine unveräußerlichen Rechte als Staatsoberhaupt demonstrieren, aber gleichzeitig möglichst kein Blut vergießen wollte. Die päpstliche Armee leistete daher nur symbolischen Widerstand. Als am 20. September die erste Bresche in die Mauer an der Porta Pia geschossen war, wurde der Kampf auf Befehl des Papstes an seinen Oberbefehlshaber Hermann Kanzler sofort eingestellt.
Der Kirchenstaat hatte nach über 1000 Jahren aufgehört zu existieren und der Papst besaß kein eigentliches Staatsgebiet mehr. Er betrachtete sich – unter nomineller Wahrung seiner Rechte – als „Gefangener im Vatikan“. Italien respektierte die Vatikanstadt mit dem Papst als quasi exterritorial, ohne dass der Rechtsstatus formell geklärt wurde. Deshalb blieb General Hermann Kanzler bis zu seinem Tode am 6. Januar 1888 im Vatikan und führte nominell sein Amt als Prominister der Waffen und Oberbefehlshaber der päpstlichen Truppen weiter; es hatte wegen der fehlenden staatlichen Souveränität aber nur noch symbolischen Charakter. Erst 1929 wurde der Streit zwischen dem Heiligen Stuhl und Italien beigelegt. Der Papst verzichtete auf die historischen Rechte am Kirchenstaat und Italien erkannte die Vatikanstadt als souveränen Zwergstaat an.
Hermann Kanzler trug den päpstlichen Adelstitel eines Barons von Kanzler. Seine Frau entstammte der uralten römischen Grafenfamilie Vannutelli, aus der auch zwei Kardinäle hervorgingen. Er saß lange Zeit im Verwaltungsrat des Campo Santo Teutonico und war mit dessen Direktor Anton de Waal befreundet. Hermann Kanzlers Sohn Baron Rudolf Kanzler (* 7. Mai 1864) war vatikanischer Archäologe und seit 1896 Mitglied der Päpstlichen Kommission für Christliche Archäologie. Er galt als „tüchtigster Kenner der Topographie des alten Rom“ und war führend an Ausgrabungen unter dem Petersdom und in den Katakomben beteiligt.